# 維利尼齊亞
49°43′41″N 34°53′58″E / 49.72806°N 34.89944°E
維利尼齊亞（烏克蘭語：Вільниця），是烏克蘭中部的村莊，隸屬波爾塔瓦州的波爾塔瓦區。該村處於斯溫基夫卡河畔，海拔高度116米，2001年該村落人口459。